# Mean Mr. Mustard
Mean Mr. Mustard is een popnummer dat in 1968 is geschreven door John Lennon van The Beatles. Zoals gebruikelijk staat het op naam van Lennon-McCartney. The Beatles namen het nummer op voor hun album Abbey Road. Het maakt deel uit van de reeks van acht, vaak in elkaar overlopende, nummers die samen wel de ‘medley’ worden genoemd.
Lennon schreef het nummer in India. Hij liet zich inspireren door een krantenbericht over een man die zijn geld had verborgen in zijn anus. In het liedje maakte hij daar zijn neus van:
‘That's me, writing a piece of garbage. I'd read somewhere in the newspaper about this mean guy who hid five-pound notes, not up his nose but somewhere else. No, it had nothing to do with cocaine.’
‘Daar heb ik me een flutnummer geschreven. Ik had ergens in de krant gelezen over een gierig kereltje dat vijfpondsbiljetten had verborgen, niet in z’n neus, maar ergens anders. Nee, het had niets met cocaïne te maken.’

## Opname
Een demo van het nummer werd in mei 1968 opgenomen in Kinfauns, het huis van George Harrison in Esher. De zus van Mr. Mustard heet in de demoversie nog Shirley. Tijdens de opnamen voor Abbey Road werd haar naam veranderd in Pam. Zo wees het nummer alvast vooruit naar het volgende nummer op het album: Polythene Pam. De demoversie staat op Anthology 3.
De opnamen voor Abbey Road begonnen op 24 juli 1969. Het nummer werd samen met Sun King opgenomen; de nummers lopen dan ook in elkaar over. Van de beide nummers samen werden 35 ‘takes’ opgenomen. Op 25 en 29 juli volgde nog een aantal overdubs.
Oorspronkelijk was Her Majesty, het laatste nummer op Abbey Road, tussen Mean Mr. Mustard en Polythene Pam gezet, maar op initiatief van Paul McCartney werd het nummer verplaatst naar het eind. Het luide akkoord waarmee Her Majesty begint is in feite het slotakkoord van Mean Mr. Mustard.
De bezetting was:
- John Lennon, zang, slaggitaar, piano, maraca's
- Paul McCartney, basgitaar, achtergrondzang
- George Harrison, sologitaar
- Ringo Starr, drums, tamboerijn

## Cover
- Booker T. & the M.G.'s namen het nummer op voor hun album McLemore Avenue uit 1970. Het album is een medley van nummers van Abbey Road.[3]